# Tekellatus lamingtoniensis
Genre
Espèce
Tekellatus lamingtoniensis, unique représentant du genre Tekellatus, est une espèce d'araignées aranéomorphes de la famille des Cyatholipidae.

## Distribution
Cette espèce est endémique du Queensland en Australie. Elle se rencontre dans le parc national de Lamington.

## Description
Les spécimens de Tekellatus lamingtoniensis décrits par Griswold en 2001 mesurent de 1,78 à 1,95 mm.

## Étymologie
Son nom d'espèce, composé de lamington(i) et du suffixe latin -ensis, « qui vit dans, qui habite », lui a été donné en référence au lieu de sa découverte, le parc national de Lamington.

## Publication originale
- Wunderlich, 1978 : Zur Kenntnis der Cyatholipinae Simon 1894 (Arachnida: Araneida: Tetragnathidae). Zoologische Beiträge, vol. 24, no 1, p. 33-41.